# 先天性腸閉鎖症
先天性腸閉鎖症（せんてんせいちょうへいさしょう、congenital intestinal atresia）とは、十二指腸や小腸の一部が閉鎖したり狭くなることで食べ物の通過障害を生じる病気。先天性腸管閉鎖（せんてんせいちょうかんへいそく）とも呼ばれる。

## 症状
症状は閉鎖の部位によって異なり殆どの場合、嘔吐（殆どが胆汁性で黄色や緑色）を生じる。閉鎖が口に近いほど嘔吐は早期にはじまり、閉鎖が口より遠いほど腹部膨満が強くなる。嘔吐により脱水症状を起こすこともある。なお閉鎖は1か所だけでなく多発する場合もある。

## 診断
腹部のレントゲン写真や肛門から造影剤を入れる注腸造影検査を行う。最近では胎児期の超音波検査も行うことがある。

## 合併
ダウン症や他の消化管奇形（先天性食道閉鎖症や直腸肛門奇形など）、心大血管奇形などを合併することもある。

## 分類
先天性腸閉鎖症には十二指腸閉鎖がある。

## 原因
十二指腸閉鎖は、胎児期に細胞が分裂して最初につくる原始腸管の内腔上皮が増殖して内腔が閉鎖し、再び管状になったときに、その再開通がうまくいかずに閉鎖したり、狭窄したりすると考えられる。空腸や回腸の閉鎖は胎児期に偶然、腸重積症や腸捻転が起こり、閉鎖や狭窄が生じるとされている。

## 治療
脱水症状を改善して手術する。